# Staten New York v. Trump
Staten New York v. Donald J. Trump er en delstatslig strafferetssag, der er bragt i Manhattan-distriktet (New York County) af distriktsanklager Alvin Bragg mod den tidligere præsident Donald Trump. Sagen er i offentligheden kendt som tys-tys-sagen, da den omhandler en betaling til Stormy Daniels – en amerikansk pornoskuespiller – mod at hun til gengæld underskrev en tavshedserklæring (engelsk: Non-disclosure agreement eller blot NDA), som skulle forhindre hende i omtale et påstået seksuel forhold, som hun angiveligt havde haft med Donald Trump.
I henhold til anklageskriftet blev Trump anklaget for 34 gange at have forfalsket virksomhedsdokumenter i første grad (Penal Law §175.10). Her var anklagen at Trump havde lavet falske indtastninger eller bogføringer i forretningsdokumenter med det formål at skjule en anden forbrydelse. Under retssagen fremførte anklageren tre teorier om, hvad den anden forbrydelse var, som Trump forsøgte at skjule: 1) en skatteforbrydelse, 2) forfalskning af bankdokumenter, og/eller 3) overtrædelse af kampagnefinansieringslovgivningen.
Trump blev d. 30. maj 2024 kendt skyldig i alle 34 anklagepunkter. Det er første gang en amerikansk præsident er dømt i en straffesag.

## Sagens indhold
Sagens omdrejningspunkt er en påstået relation mellem Trump og pornoskuespilleren Stormy Daniels. Ifølge Daniels havde de haft et seksuelt forhold i 2006, og i 2011 lækkede Daniels' agent, Gina Rodriguez, nyheden om det seksuelle forhold til en blog. Da Donald Trump i 2016 kandiderede til præsidentembedet, ville hans kampagne undgå at nyheden blev bragt af amerikanske medier, og man indgik derfor en aftale med Stormy Daniels, hvor Daniels mod et kontant beløb ikke måtte omtale hendes seksuelle relation til Trump.
Michael Cohen, Donald Trumps advokat, forsøgte i en periode af skaffe pengene, men da dette ikke lykkedes, brugte Cohen sine egne personlige midler til betalingen. Efterfølgende overførte Trump penge til Cohen som betaling for hans udlæg. I 2018 erkendte Michael Cohen i en retssag, at han havde betalt Stormy Daniels, hvilket han blev dømt tre års fængsel for. Under retssagen forklarede Cohen, at han handlede på vegne af "en kandidat til et føderalt embede", og på den måde inddroges Donald Trump i sagen.
Derfor indledte anklagemyndigheden i New York en efterforskning af Donald Trump, som viste, at Trump havde bogført overførslerne til Michael Cohen som advokatudgifter, hvilket er i strid med loven, samt at Donald Trump havde forfalsket dokumenter for at dække over de ulovlige overførsler. Donald Trump blev d. 30. maj 2024 fundet skyldig i 34 forhold, der vedrørte fakturaer fra Michael Cohen, checks fra Donald Trump, samt bogføring af overførslerne. Strafudmålingen blev sat til d. 11. juli 2024 af dommer Juan Merchan.